# Преображенское кладбище

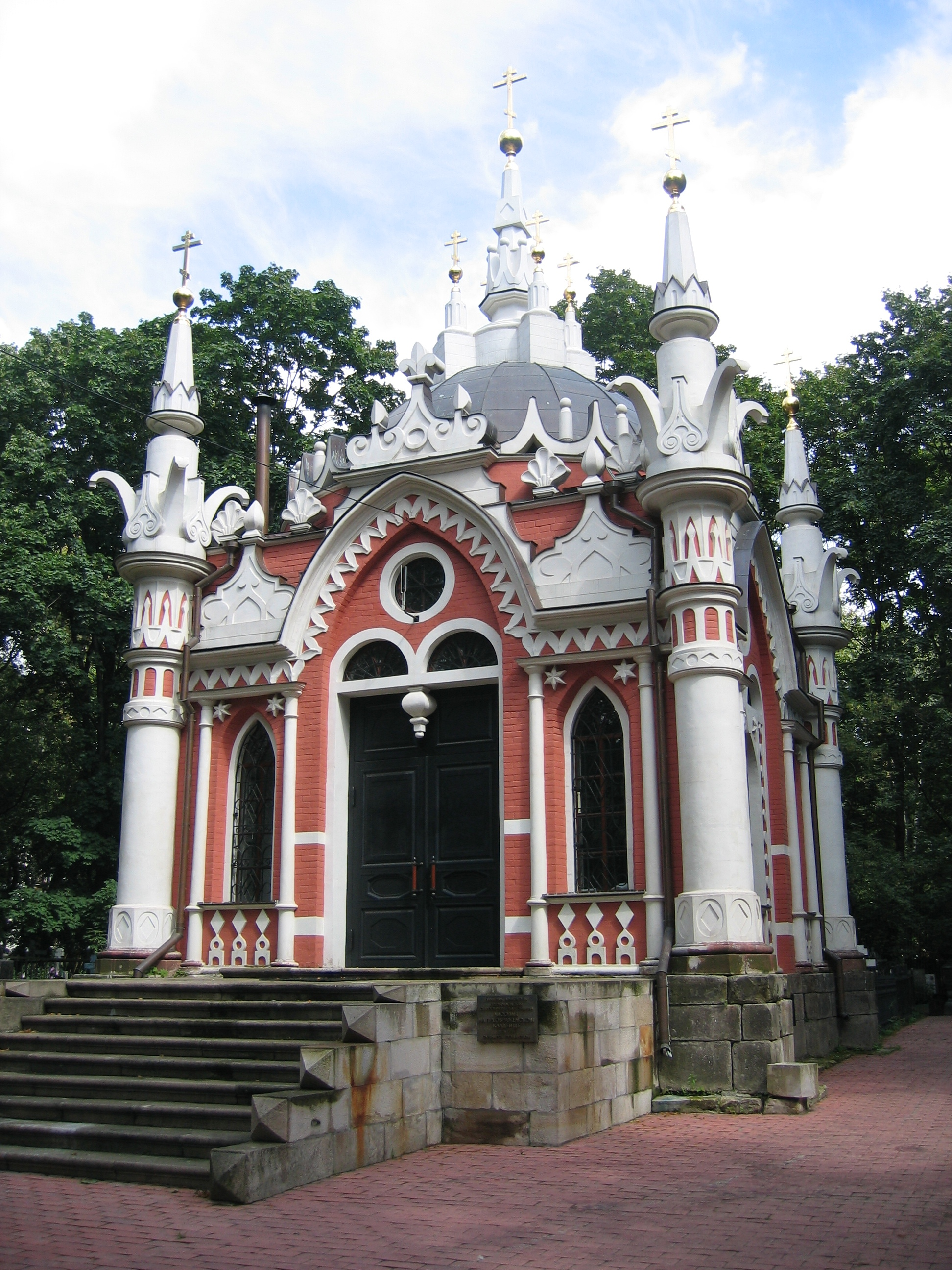
Часовня на Преображенском кладбище

Преображе́нское кла́дбище — бывшее старообрядческое кладбище в Москве, до начала XX века — центр старообрядцев-федосеевцев.
Ныне одно из престижных городских кладбищ Москвы. Адрес — улица Преображенский Вал, 17а. Площадь 16,5 га.

## История
Основано во время эпидемии чумы 1771 года за Камер-Коллежским валом (часть которого ныне называется Преображенский вал) одним из дворовых людей князей Голицыных, купцом Ильёй Ковылиным, который под предлогом организации чумного карантина устроил здесь федосеевские богадельни. До революции являлось вторым после Рогожского кладбища центром старообрядчества.
В 1784—1811 гг. по проекту архитектора Ф. К. Соколова был построен комплекс зданий в подражание Выгорецкой пустыни. В комплекс зданий входили мужской и женский монастыри.
На Преображенском кладбище и вокруг него Ковылиным были построены дома, магазины, фабрики, молельни. В начале XIX в. прихожан было до 10 тыс. человек, в приютах находилось 1500 человек. Для ограничения деятельности раскольников по указанию императора Николая I 3 апреля 1854 г. Успенская церковь была переосвящена в Православную. В 1866 мужской двор переселён на женский, где сохранилась старообрядческая община, а на территории бывшего мужского двора открыт Никольский единоверческий монастырь. На Преображенском кладбище находилась богатейшая библиотека сочинений о расколе, собранная купцом А. И. Хлудовым; хранились древние иконы (в том числе 1300 икон, собранных Е. Е. Егоровым), произведения древнерусского искусства. В 1920 все федосеевские молельни, кроме Крестовоздвиженской, закрыты, призреваемые выселены. В начале 1920-х гг. закрыт Никольский единоверческий монастырь. Библиотека Хлудова и часть собрания Егорова переданы в Государственный Исторический музей, древние иконы — также в Исторический музей, откуда потом часть из них попала в Третьяковскую галерею и небольшое количество в Музей Коломенское. В 1920-х гг. в здании бывшей монастырской школы и в кельях монастыря открыта трудовая школа, а после размещались различные учреждения, например общежитие завода Радио.
После Великой Отечественной войны Преображенское кладбище стало фактическим центром всего российского беспоповства, там располагались духовные центры трех согласий — старопоморского (федосеевского), брачного поморского (ДПЦ) и филипповского, которому федосеевцы отдали часовню на кладбище.
На кладбище действует Соборная церковь Воздвижения Креста Господня на Преображенском кладбище, Поморская моленная и Храм свт. Николая на Преображенском кладбище, бывший соборный храм Никольского единоверческого монастыря.
Долгое время погост был исключительно старообрядческим. На кладбище много купеческих захоронений. На воинском участке захоронены более 10 тысяч бойцов и командиров Красной Армии, в основном умерших от ран в московских госпиталях. 

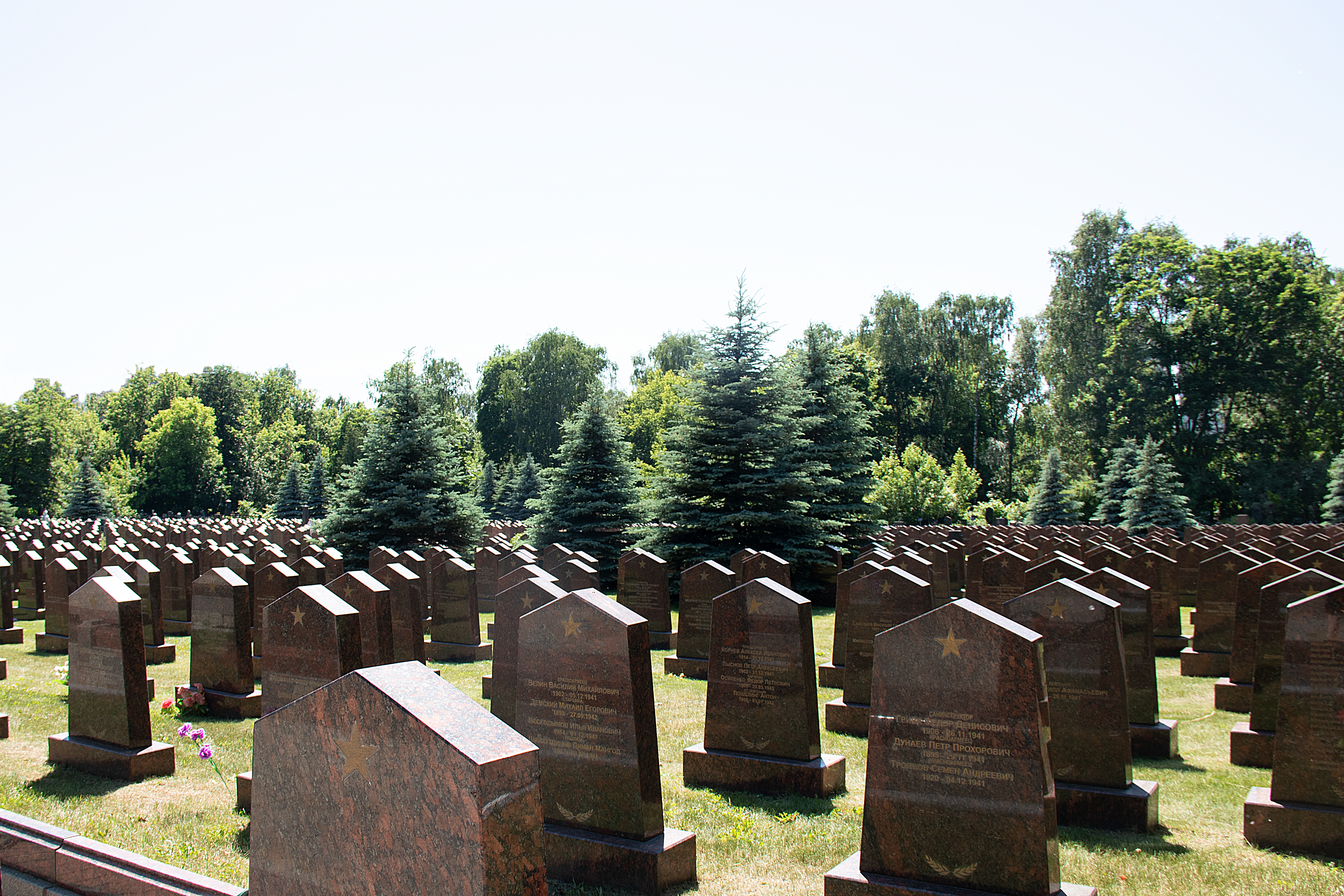
Панорама воинских могил, 2019
Могила авиаконструктора Гудкова